# Christine Boutin
Christine Boutin (pronunciació francesa [kʁistin butɛ̃], 6 de febrer de 1944) és una antiga política francesa al capdavant del petit Partit Demòcrata Cristià Francès. Va ser membre de l'Assemblea Nacional francesa en representació de Yvelines, des del 1986 fins al 2007, quan va ser nomenada ministra d'Habitatge i Desenvolupament Urbà pel president Nicolas Sarkozy. Va ser candidata a les eleccions presidencials franceses del 2002, en què va obtenir un 1,19% en la primera ronda de votació.